# Miyashiro (Saitama)
Miyashiro (jap. 宮代町, -machi) ist eine Stadt auf der japanischen Hauptinsel Honshū im Landkreis Minamisaitama in der Präfektur Saitama.

## Geographie
Miyashiro liegt südlich von Kuki und nördlich von Kasukabe.

## Verkehr
- Zug:
  - Tōbu Isesaki-Linie, nach Isesaki und Asakusa

## Sehenswürdigkeiten
In Miyashiro und dem benachbarten Shiraoka befindet sich der Tōbu Dōbutsu Kōen (東武動物公園, „Tōbu-Tierpark“) mit der Holzachterbahn Regina der Tōbu Tetsudō.

## Angrenzende Städte und Gemeinden
- Kasukabe
- Kuki
- Shiraoka
- Sugito